# Epieremulus longiseta
Epieremulus longiseta är en kvalsterart som först beskrevs av P. Balogh 1988.  Epieremulus longiseta ingår i släktet Epieremulus och familjen Caleremaeidae. Inga underarter finns listade i Catalogue of Life.